# Hemioplisis byblusaria
Hemioplisis byblusaria är en fjärilsart som beskrevs av Walker 1860. Hemioplisis byblusaria ingår i släktet Hemioplisis och familjen mätare. Inga underarter finns listade i Catalogue of Life.